# Panakeia

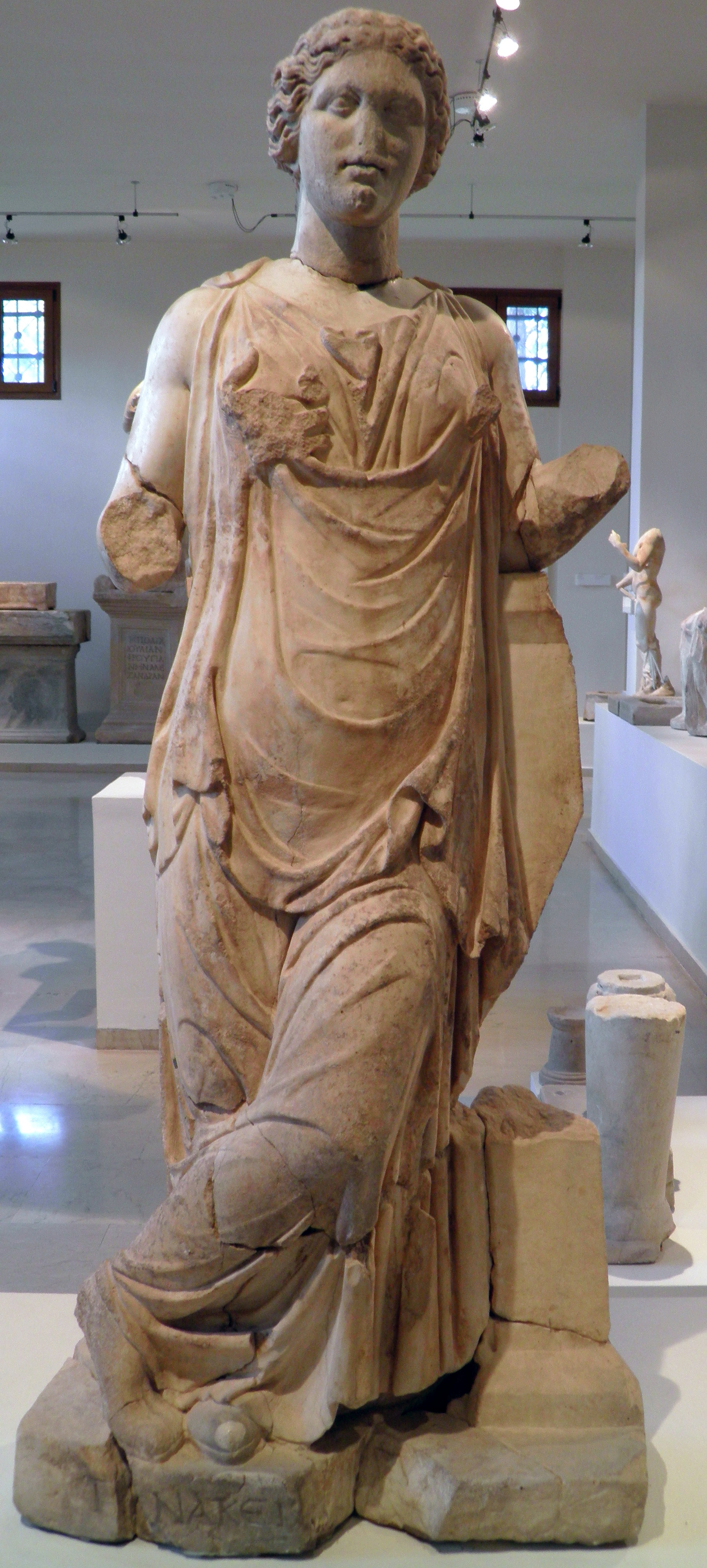
Statue der Panakeia, Archäologisches Museum Dion

Panakeia (altgriechisch Πανάκεια Panákeia, deutsch ‚alles heilend, die alles Heilende‘, latinisiert Panacea) ist in der griechischen Mythologie eine Tochter des Asklepios (und in dessen Kult einbezogen) und der Epione sowie die Schwester von Hygieia (die personifizierte „Gesundheit“), Machaon und Podaleirios. Sie war die Personifizierung des Heilens durch Heilpflanzen.
Nach ihr bezeichnet man mit Panazee ein mythisches Universalheilmittel.
Panakeias Name wird gleich am Anfang des Eids des Hippokrates angerufen:
[[Liste griechischer Phrasen/Iota#Ἱπποκράτους ὅρκος|Ὄμνυμι Ἀπόλλωνα ἰητρὸν καὶ Ἀσκληπιὸν καὶ Ὑγείαν καὶ Πανάκειαν, καὶ θεοὺς πάντας τε καὶ πάσας ἵστορας ποιεύμενος …]]
„Ich schwöre bei Apollon, dem Arzt, und Asklepios, Hygeia, Panakeia, sowie alle Götter und Göttinnen als Zeugen anrufend …“
Nach der Gottheit ist der Asteroid des äußeren Hauptgürtels (2878) Panacea benannt.